# Drua
Un drua est un grand canoë traditionnel fidjien à voiles et rames à double coque, qui était utilisé pendant les guerres.
Il peut également être appelé Na Drua, N'drua, Ndrua, Waqa Tepu (signifiant « canoë sacré ») ou Waqa Tabu.

## Description
Le voilier comporte une plateforme reposant sur deux coques à double extrémité, de tailles différentes, (la plus petite est toujours mise au vent). De nombreux autres voiliers d'Océanie dérivent des druas.

## Dans la culture
- Fijian Drua est une franchise professionnelle de rugby à XV
- À la suite du succès de Vaiana, Disney a financé la construction d'un drua, baptisé le 3 avril 2017 : Le Cœur de Tefiti[3].
- Dans le premier volume des aventures de Corto Maltese, La Ballade de la mer salée, les héros naviguent d'île en île sur un drua.